# Echinostephia
Echinostephia es un género de plantas de flores perteneciente a la familia Menispermaceae. 

## Especies seleccionadas
| - Echinostephia aculeata (Bailey) Domin |

- Datos: Q5816965
- Especies: Echinostephia